# 月乃のあ
月乃 のあ（つきの のあ、2002年2月27日 - 2020年9月30日）は、日本の女性アイドル。

## 来歴
小学5年生から「姫月のあ」名義でアイドルとして活動を開始する。
2016年から2018年2月まで「月野のあ」名義でアイドルユニット「究極人形（アルテマドール）」に在籍する。
2017年に講談社主催の女性アイドルオーディション「ミスiD2018」で、「死んだふりして生きるのはもう飽きた」賞を「のあち」名義で受賞する。
2018年5月に「月乃のあ」名義でアイドルユニット「ヲルタナティヴ」に加入したが7月1日から活動を休止し、のちに脱退した。

## 引退から自殺まで
2020年5月から名古屋市のコンセプトカフェに勤務する。
2020年9月30日に名古屋市で飛び降り自殺した。遺書に、家族へ感謝の言葉、5ちゃんねる、3人の名、それぞれが明記され「全員きらい」と記した。